# Nyssgylet
Nyssgylet är en sjö i Älmhults kommun i Småland och ingår i Mörrumsåns huvudavrinningsområde.